# Argostemma oliganthum
Argostemma oliganthum är en måreväxtart som beskrevs av Wilhelm Sulpiz Kurz. Argostemma oliganthum ingår i släktet Argostemma och familjen måreväxter.
Artens utbredningsområde är Andamanerna. Inga underarter finns listade i Catalogue of Life.